# Tu ten kámen

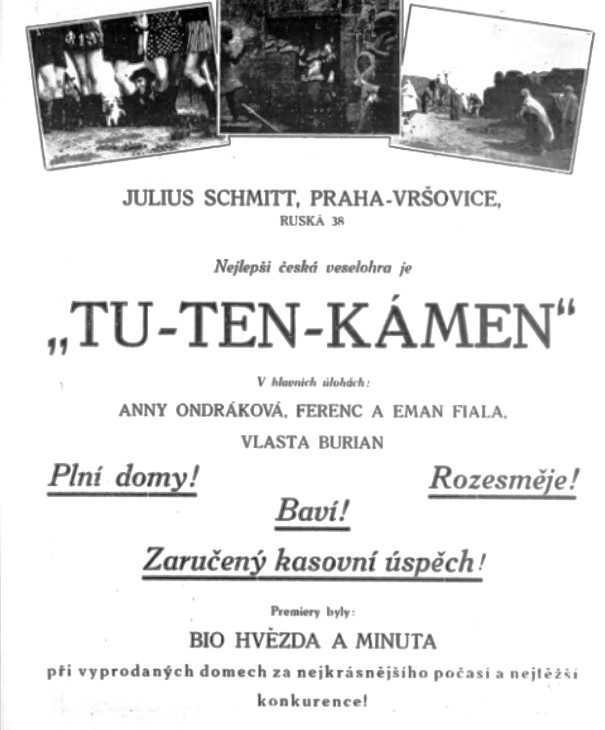
Film Tu ten kámen (dobová reklama, 1923)

Tu ten kámen (s podtitulem Kterak láskou možno v mžiku vzplanout třeba k nebožtíku) je česká němá filmová komedie, kterou v roce 1923 podle vlastního scénáře natočil režisér Karel Anton s řadou oblíbených divadelních a filmových komiků. Jedná se o filmový debut Vlasty Buriana. Filmové materiály jsou pokládány za ztracené.

## Historie
S koncem první světové války se stejně jako jinde ve světě staly i u českých diváků velmi populární krátké jedno či dvoudílné grotesky z produkce Hollywoodu, které se staly oblíbeným doplňkem hlavního programu uváděného v kině. Ani čeští filmaři v tomto nezaháleli a pokusili se tyto grotesky napodobit. Po dramatech Cikáni (1921) a Poslední polibek (1922) se režisér Karel Anton rozhodl podle zahraničních vzorů, zejména těch amerických, natočit několik filmů tohoto žánru pod souborným názvem Anton Comedies. Celkem byly v rámci tohoto cyklu natočeny tři filmy: jeden krátkometrážní (Maharadžovo potěšení; 1922) a dva dlouhometrážní (Tu ten kámen a Únos bankéře Fuxe; oba 1923). Film O moc velkou cenu podle scénáře spoluredaktora Českého filmového světa Františka Horkého realizován nebyl.
Na konci roku 1922 došlo k objevu hrobky egyptského faraona Tutanchamona. Tato událost vzrušila doslova celý svět a zprávy o ní denně plnily stránky novin. Vedle zájmu o Egypt a jeho historii se tato událost stala i předmětem řady vtipů, kabaretních kupletů a satirických scének. Jako námět pro svůj nový film si objev hrobky faraona vybral i režisér Karel Anton a napsal scénář k filmu, jehož název je slovní hříčkou odkazující ke jménu skutečného egyptského faraona, jehož hrobka byla právě objevena. Do hlavních rolí filmu Tu ten kámen obsadil tehdy populární divadelní a filmové herce jako Ference Futuristu, Vlastu Buriana, pro kterého to byl filmový debut, Emana Fialu, Josefa Rovenského, Josefa Švába-Malostranského, Teodora Pištěka nebo Karla Lamače. Jedinou velkou ženskou roli ve filmu vytvořila Anny Ondráková. Film byl natočen ve vinohradských ateliérech A-B. Za kamerou stál Otto Heller, který nafilmoval všechny tři filmy z cyklu Anton Comedies. Pod výpravou jsou podepsáni architekti Bohuslav Šula a František Poneš. Pro scény odehrávající se přímo v Egyptě byly architekty vhodně využity exteriérové dostavby ve sliveneckých skalách u Prahy. Do pravých skal tam byly přistavěny sádrové skulptury tak, aby vytvořily dojem staroegyptských královských hrobů. Soudě podle recenzí k filmu, povedlo se navodit zdání egyptského prostředí úspěšně: „Velmi zdařile pořízen byl do tohoto snímku Egypt, který od mnohých Egyptů z Německa jest k nerozeznání.“
Film měl premiéru 7. září 1923 v pražských kinech Hvězda a Minuta a byl označen jako mládeži nepřístupný. U obecenstva se film, který byl inzerován jako „nejrozpustilejší česká veselohra“, setkal s velkým úspěchem, o čemž svědčí i slova jednoho z recenzentů: „Z toho návalu před Hvězdou jsem měl velikou radost, třebaže mně v té tlačenici někdo pěkně nalomil hůl.“ S premiérou filmu byla spojena také jedna novinka vázající se k propagaci filmu v českých zemích, a to plastická a kulisová reklama. Návštěvníci kina, ale i všichni zvědaví kolemjdoucí, se tak mohli na Václavském náměstí před kinem Hvězda potkat s Tu-ten-kámenovým koněm, mumiemi i jejich strážci. V dobovém tisku se o této události můžeme dočíst následující: „Tento pátek mnohý Pražan vylekán uskočil stranou, když zčistajasna spatřil koně Tu-ten-kámenova uvázaného ke stromu před Hvězdou. (…) Mlčenlivé zvíře, obklopeno jsouc zvědavými Pražany, významně napovídalo, že uvnitř se odehrává něco velkého, čehož je významným symbolem. A také že ano! Vchod do Hvězdy střežen je dvěma strážci faraonova hrobu a dále v nádvoří vítá nás improvizovaný sarkofág, na němž je vystavena mumie Tu-ten-kámena.“ Autorem byl jeden z architektů filmu, František Poneš, jehož ateliér reklamní techniky se stal v dalších letech dodavatelem většiny fasádových výzdob pražských kin.

## Synopse
Hrdinou příběhu je egyptolog Miloš (Rolf Passer), mladý asistent slavného egyptologa Rapapidese Bulvy (Ferenc Futurista). Miloš je zamilovaný do jeho dcery Aenny (Anny Ondráková), která jeho lásku opětuje. Není však jediný, kdo o Aenny projevuje zájem. Dalším Aenniným nápadníkem je dotěrný ctitel Fridolín (Vlasta Burian), který ale dostal košem. Oba egyptologové se účastní archeologické výpravy v daleké Africe, kde hledají hrobku faraóna Tu ten kámena. To se jim nakonec podaří, a tak Miloš zatelegrafuje Aenny, že přiveze mumii do Zelené Lhoty, a složí ji u jejich nohou. To se samozřejmě nelíbí odmítnutému Fridolínovi. V rodné Zelené Lhotě mezitím horlivý starosta (Josef Rovenský) připravuje velkolepé uvítání pro slavné objevitele. Zatímco je Tu ten kámen Milošem a starým egyptologem vítězně převážen do Zelené Lhoty, seznamujeme se se dvěma darmošlapy (Eman Fiala a německý herec Mukke Hellmann). Když se dozvědí, že Zelená Lhota bude vítat mumii Tu ten kámena, rozhodnou se, že k získání bohatství a slávy mumii ukradnou. S pomocí Fridolína, který se chce pomstít, se zmocní bedny s mumií a nahradí ji bednou páchnoucích syrečků, před kterou se i železničáři zděšeně křižují. Sami se pak vydávají za slavné objevitele. V Zelené Lhotě je čeká vskutku královské uvítání s hudbou, hasiči, družičkami a válečnými veterány, zatímco pravého egyptologa, který přivezl příšerně smrdící syrečky, zmlátí jako podvodníka. Vše nakonec vyřeší mladý asistent, který získá zpět pravou bednu s mumií, očistí nastávajícího tchána a získá krásnou Aenny.

## Obsazení
| Vlasta Burian           | dotěrný nápadník Fridolín             |
| Ferenc Futurista        | egyptolog Rapapides Bulva             |
| Josef Rovenský          | starosta v Zelené Lhotě               |
| Josef Šváb-Malostranský | sýrař                                 |
| Eman Fiala              | darmošlap / nepravý egyptolog         |
| Karel Lamač             | učenec Drtichlup                      |
| Anny Ondráková          | zamilovaná dívka Aenny, Bulvova dcera |
| Martin Frič             | zpěvák v kvartetu                     |
| Rolf Passer             | mladý egyptolog Miloš                 |
| Karel Schleichert       | radní                                 |
| František Beranský      | zpěvák v kvartetu                     |
| Mukke Hellmann          | darmošlap                             |
| Walter Schorsch         | darmošlap                             |
| Robert Guttmann         | darmošlap                             |
| Jan W. Speerger         | darmošlap                             |
| Theodor Pištěk          | darmošlap                             |
| Alois Dvorský           | role neurčena                         |
| Karel Noll              | role neurčena                         |

## Z dobového tisku
Vzhledem k tomu, že filmové materiály jsou pokládány za ztracené, zůstávají novinové ohlasy na film jednou z mála možností, jak o něm získat alespoň matnou představu.
Recenzent v odborném časopise s názvem Film (15/1923) film Tu ten kámen zhodnotil takto: „(...) Vyprodaný dům ve Hvězdě a v Minutě, kde současně tento film běhá v premiéře, je nejlepším jeho doporučením, které příznivá kritika snad jen podpoří – nepříznivá však nemůže vyvrátiti. Historie slavného nálezu ještě slavnějšího faraona Tutankhamena jest dostatek populární v celém světě, aby tato rozmarná taškařice měla půdu všude více než dobře připravenu. Dílko toto nelze hodnotiti podle obsahu, který snad není vždy přesně logický, nutno zde najíti kritérium podle toho, co vlastně film sám chce docíliti. Autorové měli jistě na mysli pobaviti, chtěli rozesmáti, a to se jim daří, resp. zdařilo plnou měrou, a proto nutno konstatovati, že film se celý zdařil. Zasmějeme se řadě nápadů nejpůvodnějších jako stejně nás rozveselí obměněné scény, vyzkoušené co do působivosti řadou vynikajících tvůrců zahraničních. Komicky nejpůsobivější je dvojice Eman Fiala a Muki, stejně zajímavé je prvotní vystoupení na plátně dnes nejpopulárnějšího groteskního komika pražského, Vlasty Buriana. V malé episodě setkáváme se s Doďou Pištěkem, a zdá se, že tento genre bude Pištěkovi mnohem více svědčiti než jakékoliv role jiného druhu. Z našich dam účinkuje slečna Ondráková v roli, na niž se velmi dobře hodí. Anton v režii ukázal, jak mnoho studuje, a maje výtečného spolupracovníka v architektovi Ponešovi, vytvořil velmi jednoduchými prostředky velmi mnoho působivého. Otto Heller za svoji fotografii zasluhuje jen chválu.“